# Hexi Xiang (socken i Kina)
Hexi Xiang (kinesiska: 河西, 河西乡) är en socken i Kina. Den ligger i provinsen Yunnan, i den sydvästra delen av landet, omkring 440 kilometer väster om provinshuvudstaden Kunming.
Genomsnittlig årsnederbörd är 1 537 millimeter. Den regnigaste månaden är juli, med i genomsnitt 402 mm nederbörd, och den torraste är januari, med 4 mm nederbörd.